# Тыю (посёлок)
Тыю, также Ты-ю (Старое название — Кирпичный) — упразднённый посёлок в городском округе Воркута. Находится в нескольких километрах от посёлка Октябрьский.

## История
До 1977 посёлок Тыю назывался Кирпичный. Административно входил в состав Октябрьского поселкового Совета Воркутинского горсовета. Посёлок получил название по реке Тыю, правому притоку Воркуты (с коми «ты» — озеро, «ю» — река; «Тыю» — озерная река). Ранее это был посёлок Кирпичный при кирпичном заводе № 2 (завод вступил в строй в 1945 году), который входил в Горняцкий поссовет. Кирпичный был зарегистрирован 31 декабря 1951 года. Добыча сырья для этого завода осуществлялась из расположенного поблизости карьера. Воркута расположена в полосе вечной мерзлоты, соответственно, для добычи глины, в карьере Кирпичного нужно было бороться с прослойками льда. В карьере до 1953 года работали женщины-заключённые. Их работа была очень трудной. Добыча сырья для Кирпичного завода № 2 Воркуты была самой сложной в СССР.
25 декабря 1964 года посёлок был передан в Октябрьский поссовет. Из учётных данных Кирпичный был исключён из 25 октября 1977 г. В 1989 году в Тыю жили 1500 человек. в 1996 году оставалось всего 150 семей. Посёлок упразднили 21 декабря 2001 года.
Исключен из учётных данных постановлением Госсовета РК от 21 декабря 2001 года № II-8/128.

## Население
| 1500 | >300-400 | 0 |